# ادویه

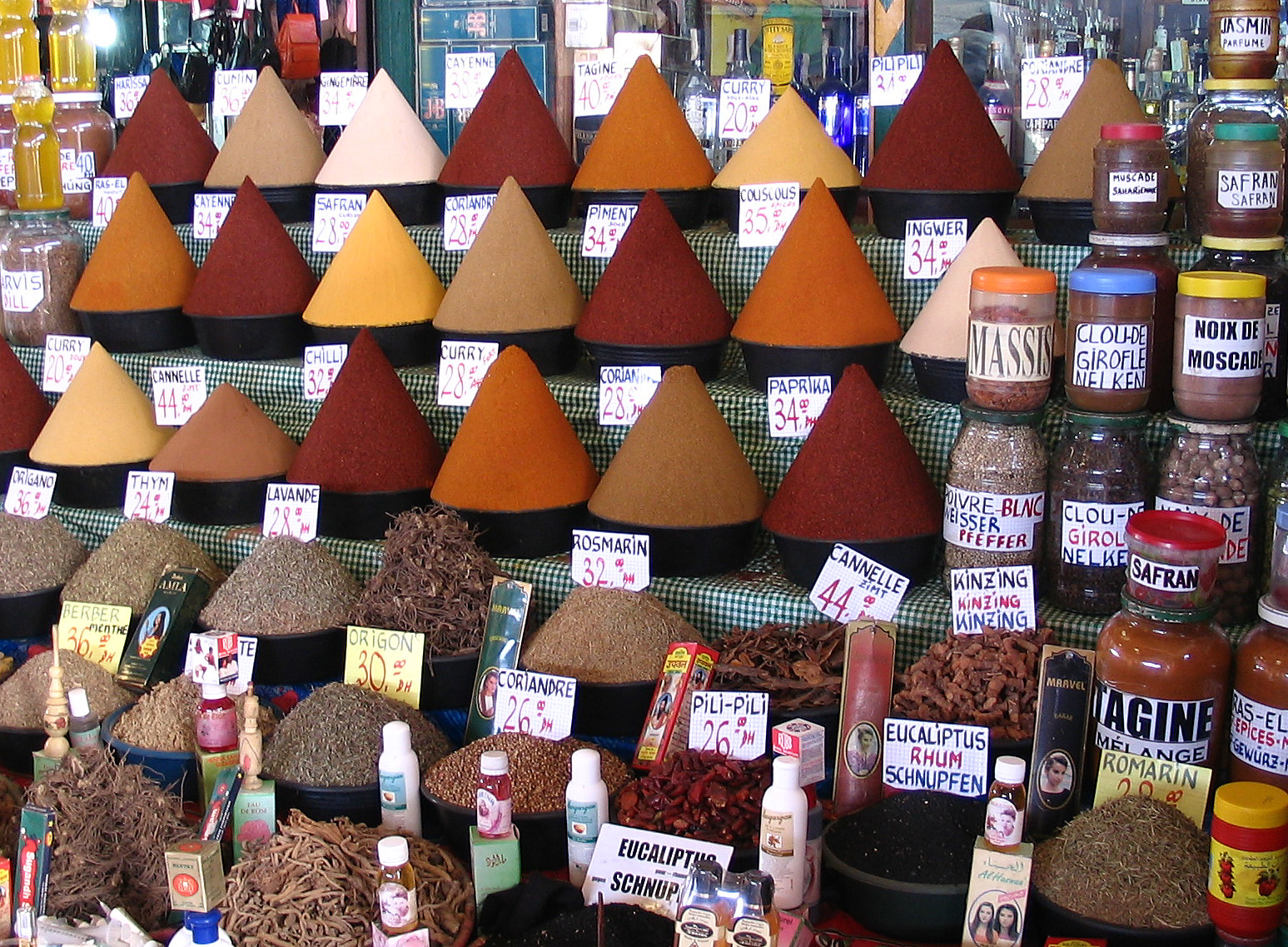
فروش ادویه در بازار مرکزی شهر اکادیر مراکش

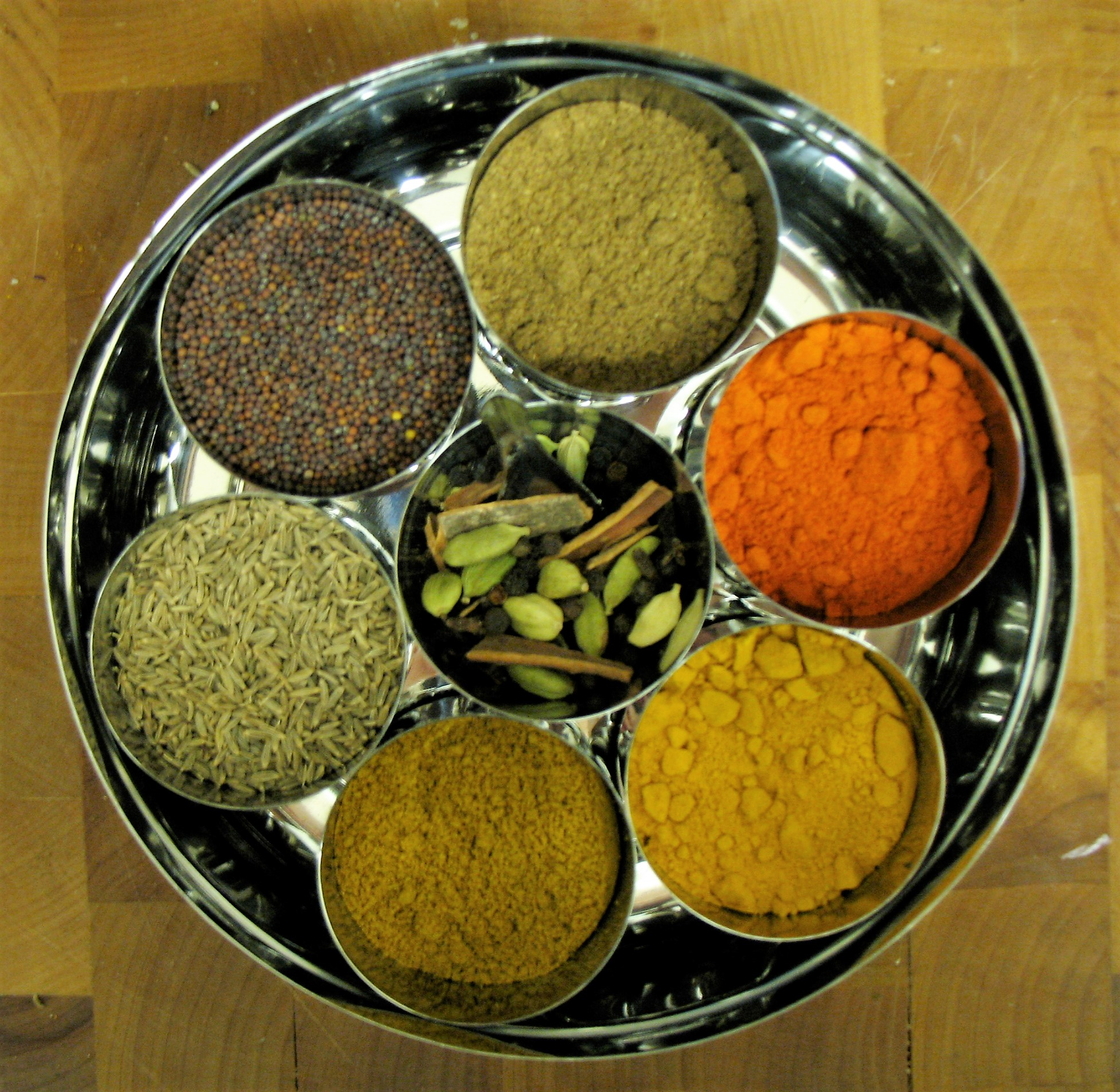
گروهی از ادویه‌جات و گیاهان هندی

اَدویِه مواد گیاهی استفاده شده به منظور عطر و طعم دهی به مواد غذایی هستند و از برخی از آن‌ها برای مقاصد خوراکی یا دارویی نیز استفاده می‌شود.
ادویه‌ها همچنین به عنوان ماده نگهدارنده استفاده شده‌اند و برای انسان در بسیاری از زمینه‌های دیگر مفید هستند. یک ادویه می‌تواند دانه خشک شده، میوه، ریشه، پوست یا مواد مغذی گیاهی در مقادیر ناچیز به عنوان افزودنی مواد غذایی برای عطر و طعم و رنگ باشد یا به عنوان یک ماده نگهدارنده باشد که باکتری‌های مضر را می‌کشد یا از رشد آن‌ها ممانعت به عمل می‌آورد. ادویه ممکن به منظور عطر و طعم‌دهی به غذا یا برای پنهان کردن طعم‌های دیگر استفاده شود. در آشپزخانه، ادویه جات از سبزیجات که برگ دار، قسمت‌های گیاه سبز مورد استفاده برای طعم دهی یا به عنوان چاشنی هستند، متمایز هستند.

## ریشه‌شناسی
ادویه در زبان عربی جمع مکسر دواء است و چاشنی برابر فارسی آن است. در برخی مواقع واژه «ادویه‌جات» به‌جای «ادویه‌ها» به‌کار می‌رود.

## در فرهنگ‌ها
در فرهنگ‌های گوناگون گیاهان متعددی جهت مزه دادن به غذاهای گوناگون به کار می‌رود و شاید راز تفاوت عمده در مزه غذاها در ملل مختلف علاوه بر نحوه پخت، به‌طور عمده به ادویه‌جات به کار رفته در آن‌ها مربوط می‌شود.
به‌عنوان نمونه در آشپزی هندی و بلوچی و پاکستانی به علت استفاده فراوان از انواع مصالحه (ادویه) و طعم دهنده‌های گرم، طعم تند طعم غالب بر غذاها است.
اما این در هند بیشتر، در پاکستان کمی کمتر و در بلوچستان خیلی کم استفاده می‌شود.
استفاده اقوام مختلف از انواع ادویه‌جات به شرایط اقلیمی آن‌ها نیز بستگی فراوان دارد؛ مثلاً در جنوب ایران از ادویه‌های مختلف و متنوعی استفاده می‌شود.
استفاده از ادویه‌جات برای خوشمزه‌تر شدن غذاها لازم است. ادویه هر غذا با غذای دیگر فرق می‌کند چون انتخاب صحیح ادویه‌جات در خوشمزه‌تر شدن غذاها تأثیر زیادی دارد. مثلا:
ادویه ماست و خیار:
- فلفل سیاه
- نعنا خشک
- ریحان
- مرزه
- ترخان خشک
- پودر گل سرخ

ادویه آبگوشت:
- زردچوبه
- دارچین
- فلفل سیاه
- جوز هندی
- بادیان
- میخک

## تولید جهانی

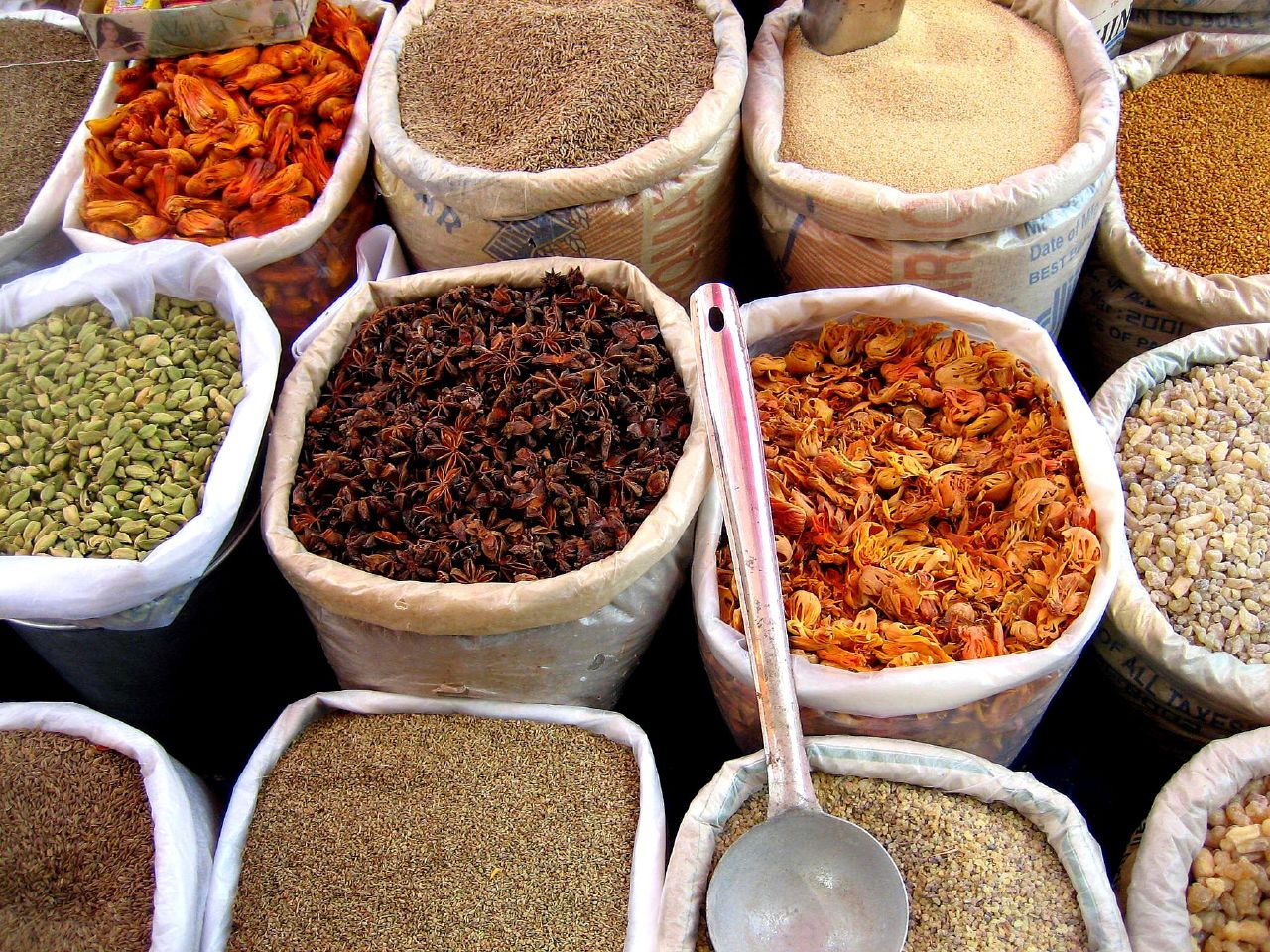
فروش ادویه در گوا، هند

| رتبه                                     | کشور     | ۲۰۱۰      | ۲۰۱۱      |
| ---------------------------------------- | -------- | --------- | --------- |
| ۱                                        | هند      | ۱٬۴۷۴٬۹۰۰ | ۱٬۵۲۵٬۰۰۰ |
| ۲                                        | بنگلادش  | ۱۲۸٬۵۱۷   | ۱۳۹٬۷۷۵   |
| ۳                                        | ترکیه    | ۱۰۷٬۰۰۰   | ۱۱۳٬۷۸۳   |
| ۴                                        | چین      | ۹۰٬۰۰۰    | ۹۵٬۸۹۰    |
| ۵                                        | پاکستان  | ۵۳٬۶۴۷    | ۵۳٬۶۲۰    |
| ۶                                        | ایران    | ۱۸٬۰۲۸    | ۲۱٬۳۰۷    |
| ۷                                        | نپال     | ۲۰٬۳۶۰    | ۲۰٬۹۰۵    |
| ۸                                        | کلمبیا   | ۱۶٬۹۹۸    | ۱۹٬۳۷۸    |
| ۹                                        | اتیوپی   | ۲۷٬۱۲۲    | ۱۷٬۹۰۵    |
| ۱۰                                       | سری‌لانکا | ۸٬۲۹۳     | ۸٬۴۳۸     |
| —                                        | جهان     | ۱٬۹۹۵٬۵۲۳ | ۲٬۰۶۳٬۴۷۲ |
| منبع: UN Food & Agriculture Organization |          |           |           |